# Cub Sport
I Cub Sport sono un gruppo musicale indie pop australiano, formatosi a Brisbane nel 2010 e composto da Tim Nelson, Zoe Davis, Sam Netterfield e Dan Puusaari.

## Storia
I Cub Sport hanno pubblicato il loro primo album This Is Our Vice nel 2016; per promuoverlo, sono partiti in tournée con artisti come Ball Park Music, Loon Lake, Andy Bull, Saskwatch, The 1975 e Big Scary. Il loro secondo disco Bats, nel 2017, ha segnato il loro primo ingresso nella ARIA Albums Chart alla 67ª posizione. Nella medesima classifica hanno poi piazzato altri due album, Cub Sport e Like Nirvana, rispettivamente nel 2019 e nel 2020 alla numero 12 e 2. Nel 2020 il gruppo ha ricevuto una candidatura agli AIR Awards e si è esibito alla finale della Australian Football League.

## Formazione
- Tim Nelson – voce, tastiera, chitarra
- Zoe Davis – voce, basso, chitarra, tastiera
- Sam Netterfield – tastiera, voce
- Dan Puusaari – batteria, tastiera

### Ex componenti
- Bek Stoodley – cori
- Andrew Williams – chitarra

## Discografia

### Album in studio
- 2016 – This Is Our Vice
- 2017 – Bats
- 2019 – Cub Sport
- 2020 – Like Nirvana
- 2023 - Jesus At The Gay Bar

### Album dal vivo
- 2020 – Triple J Live At the Wireless The Corner Hotel, Melbourne 2018

### EP
- 2010 – Tim Nelson & The Cub Scouts
- 2012 – Told You So
- 2013 – Paradise
- 2019 – 333

### Singoli
- 2011 – Evie
- 2012 – Told You So
- 2012 – Do You Hear
- 2013 – Pool!
- 2013 – Paradise
- 2015 – Only Friend
- 2016 – I Can't Save You
- 2016 – Come On Mess Me Up
- 2017 – O Lord
- 2017 – Chasin'
- 2018 – Good Guys Go
- 2018 – Such Great Heights
- 2018 – Give It to Me (Like You Mean It)
- 2018 – Sometimes
- 2018 – Summer Lover
- 2019 – Party Pill
- 2019 – When the Party's Over
- 2019 – Chelsea Hotel No. 2
- 2019 – Limousine
- 2019 – I Never Cried So Much in My Whole Life (con Darren Hayes)
- 2019 – Heart in Halves
- 2019 – City of Angels
- 2019 – Air
- 2020 – Confessions
- 2020 – Drive
- 2020 – I Feel Like I Am Changin
- 2020 – Be Your Man
- 2020 – Break Me Down (con Mallrat)
- 2020 – These Days